# 乙女! Be Ambitious!
「乙女! Be Ambitious!」（おとめ ビー・アンビシャス）は、THE ポッシボーの16枚目のシングル。2013年9月11日にVERSIONMUSIC（ビクターエンタテインメント）から発売された。

## 解説
- メジャーでの8thシングル。
- 前作「全力バンザーイ! My Glory!」に続き、ビクターエンタテインメントのガールポップ / アイドル専門レーベル「VERSIONMUSIC」からのリリースとなった。
- グループにとって最速テンポとなるBPM196の楽曲である[1]。
- カップリング曲「さくら」は、ユニコーンの手島いさむが手掛けた。ユニコーン「自転車泥棒」の続編として書かれたという楽曲で、手島もギターで参加している[1]。
- 通常盤とタイプA～Eの6形態でリリースされ、タイプA～Eは各メンバーをメインにしたジャケットとなっており、それぞれのソロ・ボーカルによる「さくら」の“アコースティック・バージョン”と「乙女! Be Ambitious!」、それぞれ異なるシークレット・トラックが収録されている。
- タイトル・トラックとカップリング曲「さくら」は、アルバム『1116』に収録された。

## 収録曲

### 通常盤
1. 乙女! Be Ambitious!
作詞・作曲：本上遼、編曲：本上遼&原田勝通
2. さくら
作詞・作曲：TESSY、編曲：多田三洋
3. 乙女! Be Ambitious!（Instrumental）
4. さくら（Instrumental）

### タイプA ロビン盤
1. 乙女! Be Ambitious!
2. さくら（アコースティック・バージョン うた：ロビン）
3. 乙女! Be Ambitious!（Instrumental）
4. さくら（アコースティック・バージョン）（Instrumental）
5. 乙女! Be Ambitious!（ロビンのソロボーカル・バージョン）
6. 全力バンザーイ! My Glory!（Secret Track）

### タイプB はしもん盤
1. 乙女! Be Ambitious!
2. さくら（アコースティック・バージョン うた：はしもん）
3. 乙女! Be Ambitious!（Instrumental）
4. さくら（アコースティック・バージョン）（Instrumental）
5. 乙女! Be Ambitious!（はしもんのソロボーカル・バージョン）
6. 私の魅力（Secret Track）

### タイプC あっきゃん盤
1. 乙女! Be Ambitious!
2. さくら（アコースティック・バージョン うた：あっきゃん）
3. 乙女! Be Ambitious!（Instrumental）
4. さくら（アコースティック・バージョン）（Instrumental）
5. 乙女! Be Ambitious!（あっきゃんのソロボーカル・バージョン）
6. Family〜旅立ちの朝〜（Secret Track）

### タイプD もろりん盤
1. 乙女! Be Ambitious!
2. さくら（アコースティック・バージョン うた：もろりん）
3. 乙女! Be Ambitious!（Instrumental）
4. さくら（アコースティック・バージョン）（Instrumental）
5. 乙女! Be Ambitious!（もろりんのソロボーカル・バージョン）
6. My Friends〜合言葉〜（Secret Track）

### タイプE ごとぅー盤
1. 乙女! Be Ambitious!
2. さくら（アコースティック・バージョン うた：ごとぅー）
3. 乙女! Be Ambitious!（Instrumental）
4. さくら（アコースティック・バージョン）（Instrumental）
5. 乙女! Be Ambitious!（ごとぅーのソロボーカル・バージョン）
6. Blossom〜だからね ぜったいだよ。〜（Secret Track）